# Oskar Clausen
Oskar Otto Hellmuth Clausen (* 19. April 1852 in Harburg; † 11. September 1919 in Dresden) war ein sächsischer Generalleutnant.

## Leben
Clausen entstammte dem Königreich Hannover und trat am 14. April 1869 als Avantageur in das Schützen-(Füsilier-)Regiment Nr. 108 der Sächsischen Armee ein. Nach der Mobilmachung anlässlich des Krieges gegen Frankreich avancierte er am 29. Juli 1870 zum Sekondeleutnant und nahm an den Schlachten bei Sedan und Villiers teil.
Nach dem Friedensschluss stieg Clausen 1874 zum Premierleutnant auf. Zu Ausbildungszwecken war er 1876 zur Militärreitanstalt in Dresden und 1878 zur Zentral-Turnanstalt in Berlin kommandiert. Anfang April 1881 avancierte er zum Hauptmann und Chef der 8. Kompanie. Unter Versetzung in das 7. Infanterie-Regiment „Prinz Georg“ Nr. 106 rückte Clausen am 22. September 1890 zum überzähligen Major auf. Daran schloss sich ein Jahr später eine Verwendung als Kommandeur des II. Bataillons im 1. (Leib-) Grenadier-Regiment Nr. 100 an. Vom 31. Mai 1895 bis zum 16. April 1898 war er als Oberstleutnant und etatmäßiger Stabsoffizier im 11. Infanterie-Regiment Nr. 139 tätig. Anschließend wurde Clausen Oberst und Kommandeur des 12. Infanterie-Regiments Nr. 177. Mit einem Patent vom 6. Juli 1901 erfolgte am 22. März 1902 seine Beförderung zum Generalmajor und Versetzung als Kommandeur der 8. Infanterie-Brigade Nr. 89 nach Zwickau. Er wurde von König Georg mit dem Komtur II. Klasse des Verdienstordens und des Albrechts-Ordens ausgezeichnet und erhielt im September 1903 die Erlaubnis zur Annahme des Roten Adlerordens II. Klasse. In Genehmigung seines Abschiedsgesuches wurde Clausen unter Verleihung des Charakters als Generalleutnant am 22. April 1905 mit Pension und der Berechtigung zum Tragen seiner Uniform zur Disposition gestellt.
Im Ruhestand lebte er in Kemnitz bei Dresden und nahm sich im September 1919 nach der Niederlage des Deutschen Kaiserreiches im Ersten Weltkrieg das Leben.